# Novalena calavera
Novalena calavera là một loài nhện trong họ Agelenidae.
Loài này thuộc chi Novalena. Novalena calavera được Ralph Vary Chamberlin & Wilton Ivie miêu tả năm 1942.